# Montorgue
Le ruisseau de Montorgue est un ruisseau français qui coule dans le département de la Haute-Loire, en région Auvergne-Rhône-Alpes. Il prend sa source dans les monts du Livradois et se jette dans la Senouire en rive gauche. C’est donc un sous-affluent de la Loire par l’Allier.

## Géographie
De 9,5 km de longueur, le ruisseau prend sa source à 1 020 mètres d’altitude dans les monts du  monts du Livradois, près du hameau de Trabesson (commune de Montclard). Il porte alors le nom de ruisseau de Reculat.
Il s'oriente d’abord dans une direction sud-ouest puis décrit une courbe vers l'ouest. Il reçoit l'apport d'un ruisseau venant de la forêt de la Garnasse Brulée et prend alors le nom de Ruisseau d'Armandon. Il s'enfonce ensuite dans des gorges et s'oriente sud-sud-ouest jusqu'au village d'Armandon. En aval du village il reçoit l'apport du ruisseau de Chape et, après avoir passé le lieu-dit de Montorgue, prend le même nom.  Il prend ensuite la direction ouest jusqu'au village de Domarget et s'oriente enfin plein sud pour rejoindre la Senouire en rive gauche au lieu-dit Le Moulin des Ombres (commune de   Domeyrat).
La quasi-totalité de son bassin versant fait partie du parc naturel régional Livradois-Forez.

### Communes traversées
D'amont en aval, la rivière traverse les communes suivantes, toutes situées dans le département de la  Haute-Loire : 
- Montclard, Collat, Saint-Prejet-Armandon, Paulhaguet, Domeyrat.

## Affluents
Le Montorgue a un seul affluent référencé :
- Le ruisseau de Chape, 3,9 km sur les quatre communes de Collat, Saint-Prejet-Armandon, Paulhaguet, Chassagnes.